# Planum
En astrogeologia, planum (plural plana, abr. PM) és una paraula llatina que significa ‘plana’ que la Unió Astronòmica Internacional (UAI) utilitza per indicar altiplans o planes més altes respecte del terreny circumdant present sobre la superfície de planetes o d'altres cossos celestes. Per això està en oposició amb l'expressió planitia, que designa, al contrari, una terra baixa o una regió genèrica plana. El nom planum ha estat assignat a estructures d'aquesta mena presents a sobre de Mercuri, Venus, Mart, sobre el satèl·lit jovià Io i sobre el satèl·lit neptunià Tritó.